# Крстомир Нешовановић
Крстомир Нешовановић (1875−1935) један је од мање познатих драгачевских каменорезаца из Пухова. Солидан мајстор–занатлија.
Исклесао бројне надгробнике и крајпуташе у родном и околним драгачевским селима. У пуховски пешчар вешто је урезивао слова, крстове, чираке, стилизоване цветове и лозице, голубове који зобљу грожђе, као и целе фигуре ратника са пушкама и реденицима. Епитафи садрже обиље животописних података покојника. На споменицима се није потписивао.
Сахрањен је на Нешовановића гробљу у Пухову.
Овде почива
КРСТОМИР НЕШОВАНОВИЋ
из Пухова бивши каменорезац.
поживи 60 година,
а умро 1935. год.
Бог да му душу прости (...)